# Jesús Alfonso Arreola Pérez
Jesús Alfonso Arreola Pérez (* 28. Juni 1936 in Saltillo, Coahuila; † 30. September 2010 ebenda) war ein mexikanischer Historiker und Politiker.

## Biografie
Nach dem Besuch der Staatlichen Normalschule studierte er Sozialwissenschaft an der Höheren Normalschule (Normal Superior). Im Anschluss studierte er die spanische Sprache und spanische Literatur an der Universidad Nacional Autónoma de México (UNAM).
1975 wurde er von Oscar Flores Tapia, dem Gouverneur des Bundesstaates Coahuila, zum Direktor für Bildung in dessen Verwaltung ernannt. Zwischen 1987 und 1983 war er während der Amtszeit von Gouverneur Eliseo Mendoza Berrueto Bildungsminister (Secretario de Educación) in der Regierung des Bundesstaates Coahuila.
Zuletzt war er als Professor Präsident des Kollegs für historische Untersuchungen (Colegio de Investigaciones Históricas) von Coahuila.